# یان بارتا
یان بارتا (چکی: Jan Bárta؛ زادهٔ ۷ دسامبر ۱۹۸۴) دوچرخه‌سوار اهل جمهوری چک است.
از باشگاه‌هایی که در آن بازی کرده‌است می‌توان به بورا–هانسگروهه اشاره کرد.
وی در مسابقات کشوری و بین‌المللی در مجموع برندهٔ ۱ مدال نقره، ۱ مدال برنز شده‌است.